# Leonor de Bohun
Leonor de Bohun (em inglês:  Eleanor; 1366 — Londres, 3 de outubro de 1399) foi uma nobre inglesa. Ela foi duquesa consorte de Gloucester e Aumale, e condessa consorte de Buckingham e Essex como esposa de Tomás de Woodstock.

## Família
Leonor era filha de Humberto de Bohun, 7.º Conde de Hereford e de Joana Fitzalan. Seus avós paternos eram Guilherme de Bohun, 1.º Conde de Northampton e Isabel de Badlesmere, que antes de ser esposa de Guilherme, havia sido casada com Sir Edmundo Mortimer, filho de Rogério Mortimer, 1.º Conde de March. Seus avós maternos eram Ricardo Fitzalan, 3.º Conde de Arundel e Leonor de Lencastre.
Leonor teve apenas uma irmã mais nova, Maria de Bohun. 

## Biografia
Em data anterior a 8 de fevereiro de 1376, Leonor casou-se com Tomás de Woodstock, filho do rei Eduardo III de Inglaterra e de Filipa de Hainault. Após o casamentos, eles passaram a residir no Castelo de Pleshey, em Essex. 
O casal teve cinco filhos, quatro meninas e um menino.
Juntamente com o marido, ela tinha a custódia de sua irmã. Maria estava sendo instruída na doutrina religiosa, na esperança de que ela deixasse a herança conjunta apenas para Leonor, para se tornar freira em um convento, Porém, Maria casou-se com o Henrique Bolingbroke, futuro rei Henrique IV de Inglaterra.
De 1372 a 1397, Tomás também foi Condestável da Inglaterra. Em 1384, Leonor foi investida como uma dama da Ordem da Jarreteira. 
Tomás foi um dos três líderes conhecidos como Lordes Apelantes, que causaram uma rebelião que enfraqueceu o poder do rei Ricardo II de Inglaterra, sobrinho de Tomás.
Em 1397, ele foi aprisionado em Calais, na França. Em 8 ou 9 de setembro de 1397, foi assassinado por um grupo de homens liderados por Tomás de Mowbray, 1.º duque de Norfolk e pelo cavaleiro Sir Nicholas Colfox, supostamente sob as ordens do rei. 
Em um período posterior a 1397, a duquesa tornou-se freira na Abadia de Barking.
Leonor morreu em 3 de outubro de 1399, no Convento de Minoresses, em Aldgate, em Londres, e foi enterrada na Abadia de Westminster, em Londres.

## Descendência
- Humberto, 2.º Conde de Buckingham (1381 – 2 de setembro de 1399), não se casou e nem teve filhos. Morreu vítima da peste negra, e foi enterrado na Abadia de Walden, em Essex;
- Ana de Gloucester (abril de 1383 – 16 de outubro de 1438), seu primeiro marido foi Tomás Stafford, 3.º conde de Stafford. Após sua morte, ela se casou com o irmão de Tomás, Edmundo Stafford, 5.º conde de Stafford, com quem teve três filhos. Viúva novamente, casou-se com Guilherme Bourchier, 1.º conde de Eu, com quem teve cinco filhos;
- Joana de Woodstock (1384 – 16 de agosto de 1400), ficou noiva de Gilberto Talbot, 5.º barão Talbot, em 1392;
- Isabel de Woodstock (12 de março de 1385/86 – abril de 1402), em 1399 era uma freira no Convento de Minoresses, em Aldgate;
- Filipa Plantageneta (1389 – antes de 3 de outubro de 1399).